# کوین تلی
کوین تلی (انگلیسی: Kevin Talley؛ زادهٔ ۲۱ مهٔ ۱۹۷۹) طبل‌زن اهل ایالات متحده آمریکا است. وی از سال ۱۹۹۸ میلادی تاکنون مشغول فعالیت بوده است.